# Kościół św. Michała Archanioła w Sanoku
Kościół św. Michała Archanioła w Sanoku (łac. ecclesia parochialis Sancti Michaelis Archangeli in Sanok) – rzymskokatolicki kościół parafialny w Sanoku. Budowla spłonęła w roku 1680 oraz ponownie w roku 1782 a ruiny zostały ostatecznie rozebrane w 1788 roku. W jego miejscu w 1879 roku wybudowano Kościół Przemienienia Pańskiego.

## Historia
Był umiejscowiony na tzw. małym rynku stanowiącym obecnie plac św. Michała. Początki świątyni sięgają czasów panowania księcia Bolesława. Świątynię pw. Świętego Michała Archanioła ufundował Kazimierz III Wielki. Ludność nieruska musiała być liczna w Sanoku w drugiej połowie XIV w., na co może wskazywać istnienie kościołów katolickich w tym czasie.
Następny kościół powstał z fundacji Władysława II Jagiełły, który poślubił w nim Elżbietę Granowską 2 maja 1417. Przy parafii wzmiankowana jest szkoła parafialna z 1380 roku oraz prawdopodobnie jej pierwszy przełożony „Marcus rector scholae”.
W 1485 roku założony został szpital dla ubogich na przedmieściach z ich własnym murowanym kościołem pod wezwaniem Błogosławionej Dziewicy Marii.
Proboszczem był tu m.in. kompozytor Sebastian z Felsztyna (w latach 1536-1543). Przykościelną szkołę kończył w tym mieście biskup Grzegorz z Sanoka oraz Jan Grodek rektor Uniwersytetu Jagiellońskiego. Po śmierci Zygmunta I przebywała w Sanoku królowa Bona, która kościół parafialny przebudowała i ozdobiła. Kościół ten spłonął w roku 1680 w czasie pożaru miasta, ale po pożarze został odrestaurowany przez ks. proboszcza Franciszka Goźlińskiego w roku 1705. W roku 1724 powołane zostało Collegium Mansionariorum.
Za murami kościoła położony był średniowieczny cmentarz grzebalny, którego ślady zostały odkryte podczas prac archeologicznych w kwietniu 2012.
W kościele pierwotnie znajdowało się epitafium zmarłego w 1558 roku starosty sanockiego Sebastiana Lubomirskiego. Zostało znalezione podczas budowy nowego kościoła Przemienienia Pańskiego i następnie przeniesione do niego (znajduje się w świątyni przy prawym ołtarzu)
Od 1723 zyskał tytuł kościoła prepozyturalnego, a urząd prepozyta objął ks. F. Goźliński.
30 września 1782 kościół został ponownie zniszczony przez pożar, a władze austriackie nakazały rozbiórkę jego murów i przeniesienie wszystkich nabożeństw do kościoła Franciszkanów (jednocześnie do kościoła została przeniesiona parafia, jednak jej zarząd nie został przekazany zakonnikom franciszkańskim). Jego ruiny zostały rozebrane w 1788 roku. Parafię przeniesiono na ponad sto lat do Kościoła Podwyższenia Krzyża Świętego. W kościele miał być pochowany Domaradzki podkomorzy sandomierski, syn Gabriela herbu Gryf.
W oparciu o akta powizytacyjne biskupa Wacława Hieronima Sierakowskiego z 1745 roku, kościół pod wezwaniem Świętego Michała Archanioła, był „zbudowany z kamienia ciętego, z biegiem lat stając się coraz to bardziej okazałym, a to dzięki przebudowom czy lepszemu uposażeniu”. W 1745 roku w kościele tym było siedem ołtarzy. Główny ołtarz był pod wezwaniem św. Michała Archanioła, następne pw. Wniebowzięcia Najświętszej Maryi Panny, św. Jadwigi, Matki Bożej Różańcowej, św. Szczepana, św. Wojciecha i Matki Bożej Łaskawej. Przy kościele tym istniało Bractwo Najświętszej Maryi Panny, zatwierdzone przez legata papieskiego Zachariasza w 1521 roku oraz Bractwo Różańcowe i Kapłańskie.
Zgodnie z mandatem cyrkularnym zlikwidowano w 1792 roku dom mansjonarzy – przylegający od strony zachodniej do kościoła – oraz ich własność, parcelę znajdującą się w okolicy placu św. Michała, góry Stróżni (obecnie Parkowej). Do obowiązków mansjonarzy, oprócz zwyczajnych funkcji wikariuszowskich, należało zazwyczaj codzienne śpiewanie „Oficjum o Najświętszej Maryi Pannie”, oraz celebrowanie mszy św. wotywnych za duszę fundatora i jego rodziny.
W 1879 roku w miejscu świątyni wybudowano nowy Kościół Przemienienia Pańskiego prowadzący parafię pod tym samym wezwaniem.
Od kwietnia do września 2012 roku na placu św. Michała były prowadzone badania archeologiczne mające na celu weryfikację przekazów historycznych. Badania prowadzone były przez sanockich archeologów pod nadzorem Pracownię Konserwacji Zabytków w Rzeszowie oddział w Krośnie. Nadzór właścicielski sprawował burmistrz Wojciech Blecharczyk. Specjalistycznych opinii i konsultacji udzielili m.in. profesorowie Zbigniew Pianowski pracownik Zamku Królewskiego na Wawelu oraz Tomasz Węcławowicz z Instytutu Historii Sztuki w Krakowie.
W sierpniu 2013 na Cmentarzu Południowym w Sanoku dokonano zbiorowego pochówku szczątków ludzkich wydobytych w czasie wykopalisk w miejscu kościoła oraz odnalezionych podczas prac archeologicznych w innych miejscach Sanoka.
Po dokonanych badaniach archeologicznych i dokonanej rewitalizacji placu św. Michała na jego nawierzchni odzwierciedlono dokładny kształt i lokalizację kościoła św. Michała Archanioła.

## Galeria

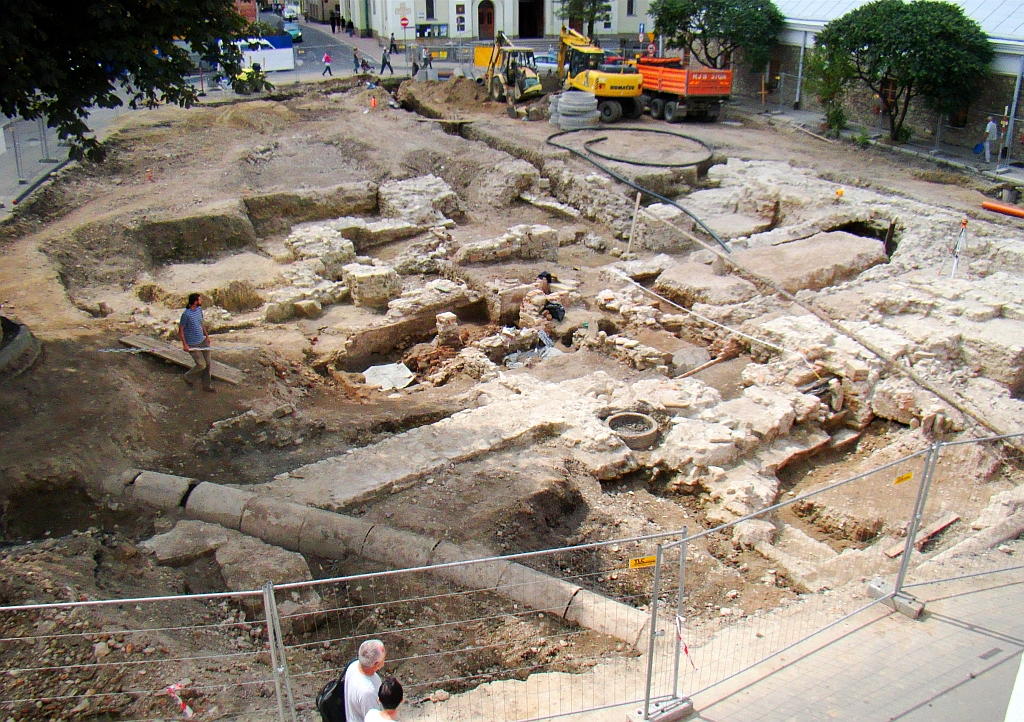
Badania archeologiczne na placu św. Michała podczas których odsłonięto zarys stopy fundamentowej kościoła
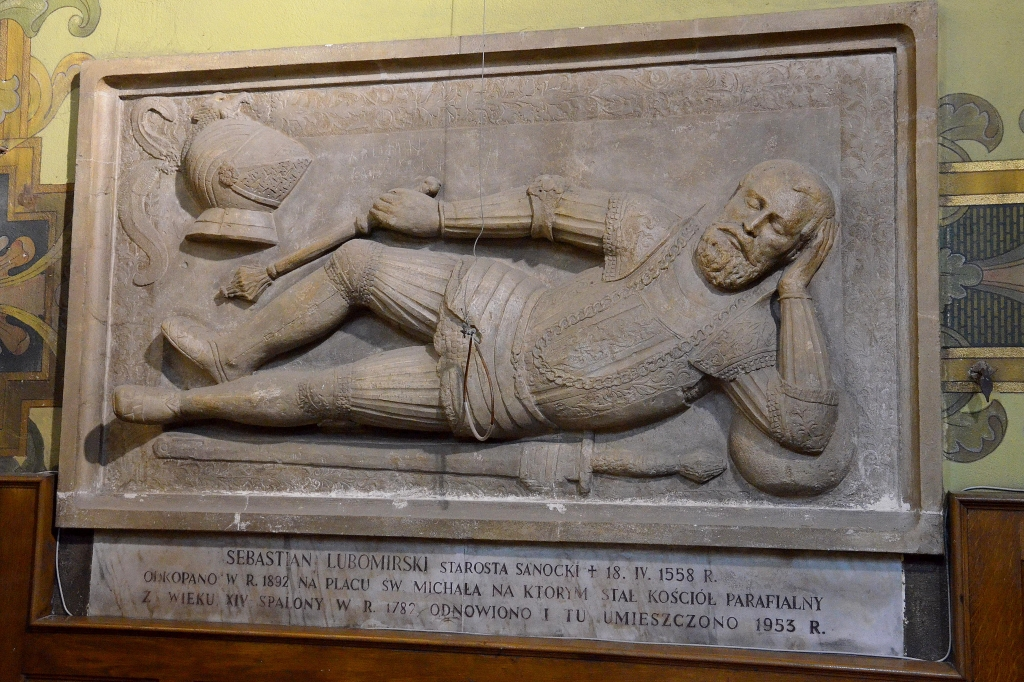
Epitafium Sebastiana Lubomirskiego
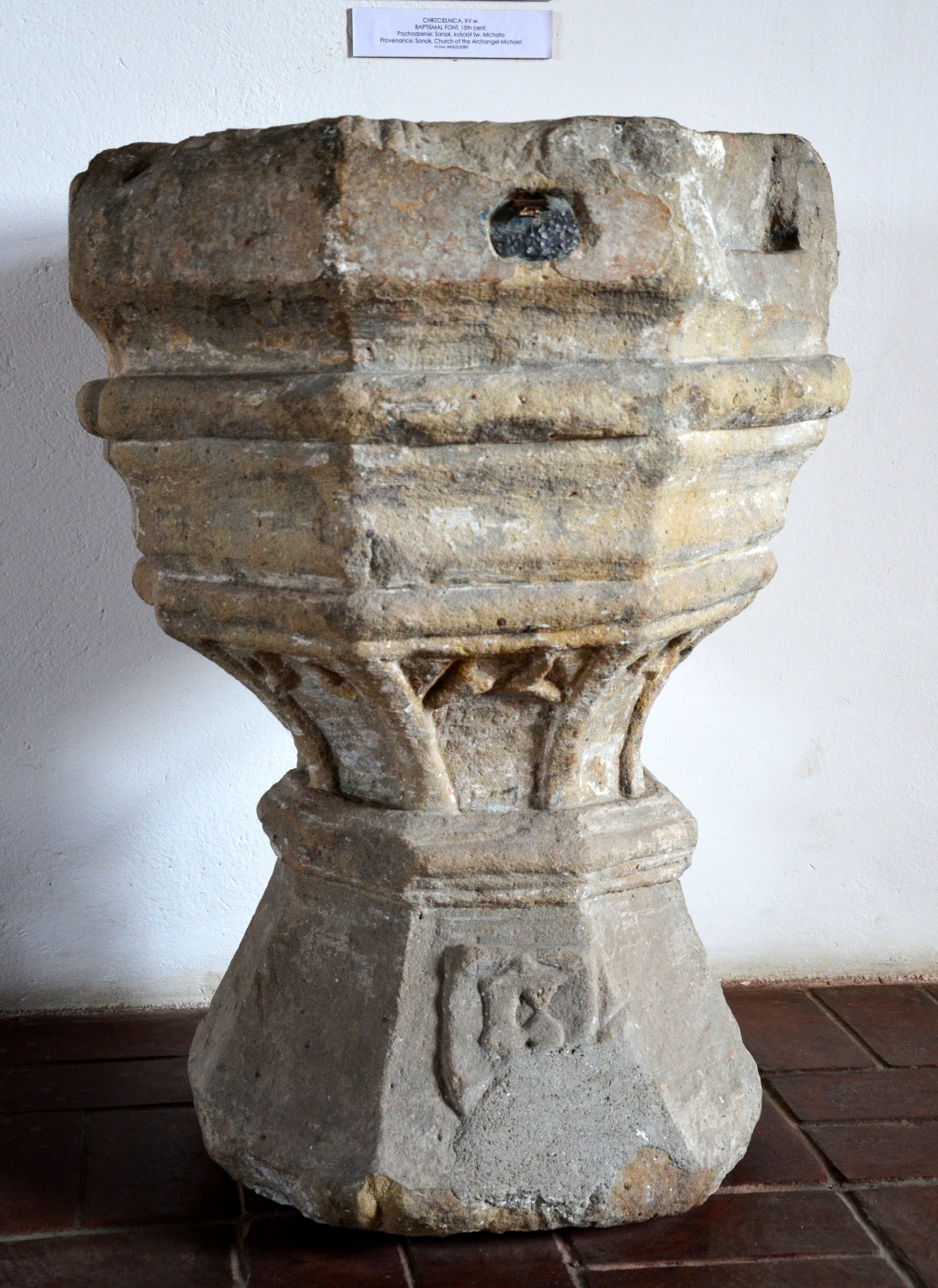
Gotycka chrzcielnica kościoła pw. św. Michała znajduje się obecnie w sanockim muzeum historycznym
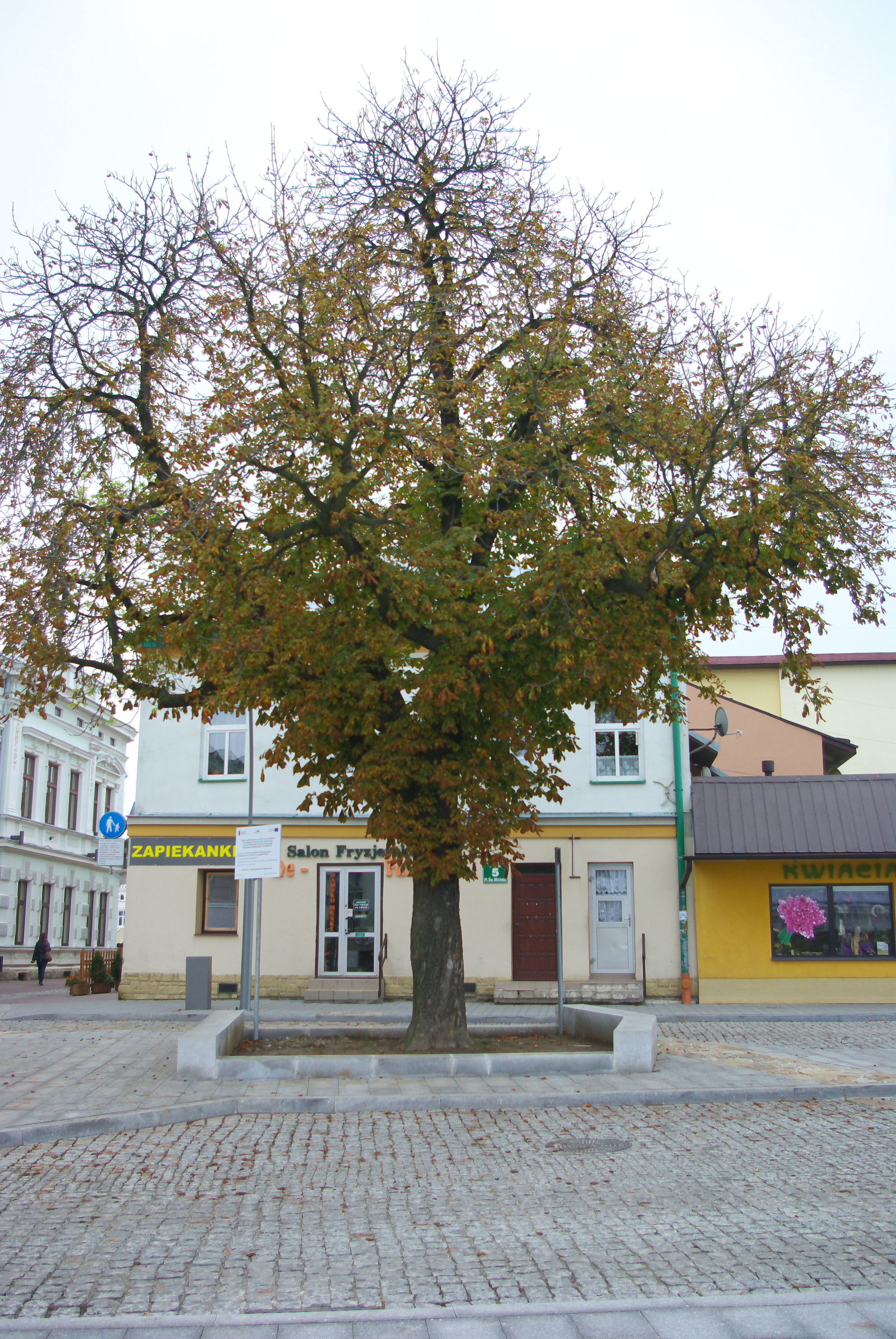
Kasztanowiec rosnący w miejscu, gdzie kiedyś znajdowało się prezbiterium
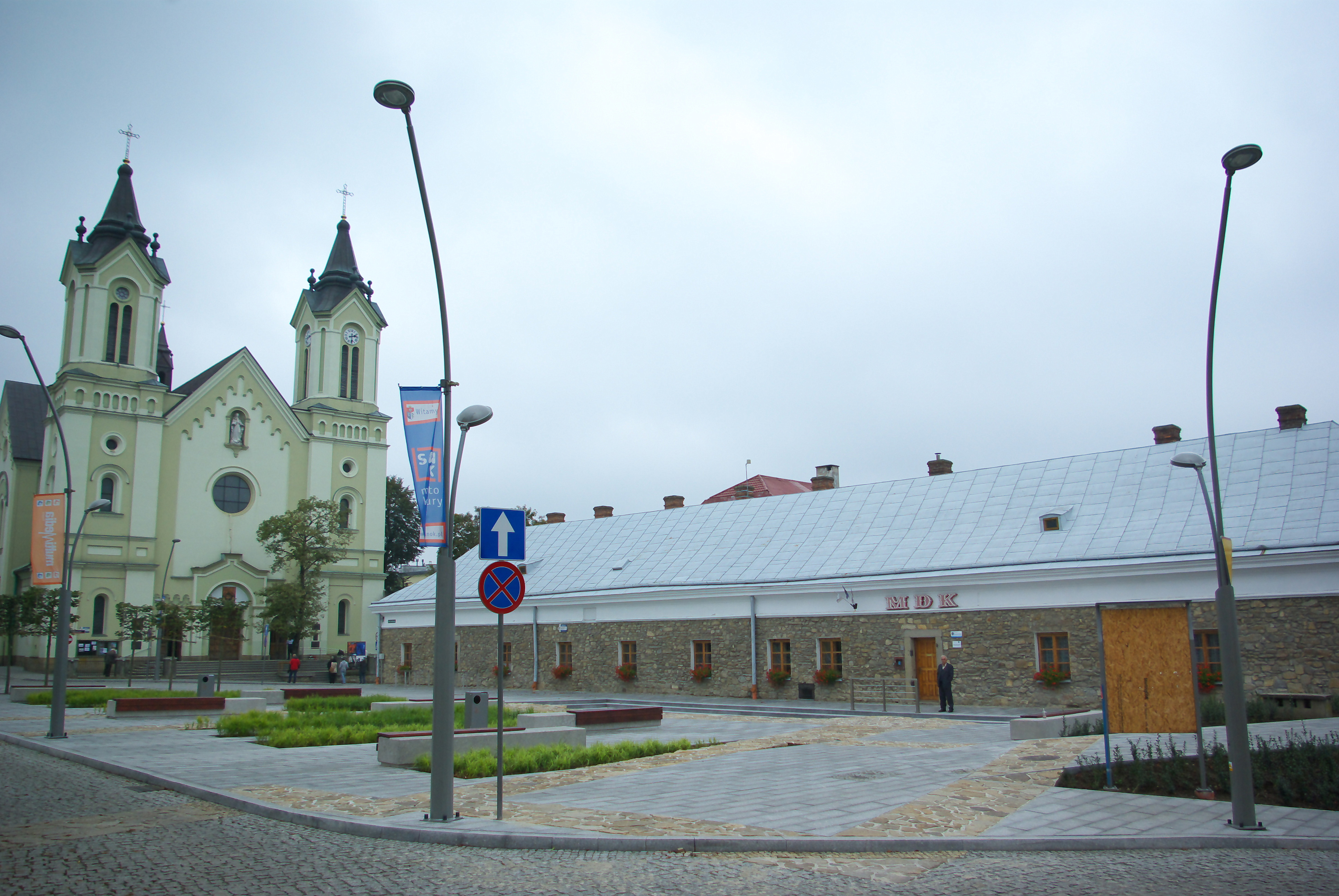
Stan obecny placu św. Michała w miejscu istnienia kościoła